# Гоулман, Дэниел
Дэ́ниел Го́улман (англ. Daniel Goleman; 7 марта 1946) — американский писатель, психолог, научный журналист. В течение двенадцати лет писал статьи для The New York Times, специализируясь на психологии и науках о мозге. Написал более 10 книг по психологии, образованию, науке и лидерству.

## Биография
Дэниел Гоулман родился в небольшом городке Стоктон, в еврейской семье российского происхождения. Его родители были профессорами колледжей Стоктона, отец преподавал гуманитарные науки, включая латынь и курс по мировой литературе, мать — социологию. Племянник крупного физика-ядерщика Элвина Вайнберга. Гоулман окончил Амхерстский колледж с magna cum laude. Под научным руководством Дэвида Макклелланда получил доктора философии Гарвардского университета. Получив финансовую поддержку от Гарвардского университета на проведения преддокторского исследования и затем получив постдокторский грант от Научно-исследовательского совета по социальным наукам Гоулман обучался в Индии. Здесь он также проводил время с индийским гуру Ним Кароли Баба и Рам Дассом.
В настоящее время проживает в Беркшире, являясь сопредседателем консорциума по исследованиям в области эмоционального интеллекта в организациях, базирующихся в Высшей школе прикладной и профессиональной психологии Рутгерского университета, содействуя проведению исследований изучающих влияние эмоционального интеллекта на профессиональную эффективность, творческий и профессиональный рост. Сегодня Гоулман также является членом совета директоров института «Ум и жизнь» , который стимулирует диалог между учёными и занимающимися созерцательной практикой. Так, например, книга «Деструктивные эмоции» содержит выбранные им диалоги восьмой международной конференции института «Ум и жизнь» (Дхарамсала, Индия, 20-24 марта 2000 года) между Далай-ламой и нейроучёными.

## Семья
- Родители — филолог Ирвинг Гоулман (1898—1961) и социолог Фэй Вайнберг (1910—2010).[4][5][6]
- Сестра — антрополог Дебора Гоулман Вулф (род. 1939); её муж — поэт, переводчик с идиша на английский язык и с английского языка на идиш, исследователь готической литературы Леонард Вулф[англ.] (род. 1923).
  - Племянница — феминистка Наоми Вулф.
- Сестра — теоретик в области педагогики Джудит Гоулман.[7]

## Основные идеи
Дэниел Гоулман получил мировое признание после выхода в 1995 книги «Эмоциональный интеллект», которая продержалась в списке бестселлеров «Нью-Йорк таймс» более полутора лет. Гоулман утверждает: «диапазон того, что мы мыслим и делаем, ограничен тем, чего мы не замечаем. И, так как мы не замечаем, того что нам необходимо, мы мало что можем сделать, чтобы что-то изменить».
В своей первой книге «Многообразие медитативного опыта», опубликованной в 1977, Гоулман описывает различные методики медитации. К их числу относятся: суфизм, Трансцендентальная медитация, Патанджали Аштанга йога, индийская Тантра и кундалини йога, тибетский буддизм, дзэн, учение Гурджиева и учение Кришнамурти. Он замечает, что большинство методов медитации были направлены на развитие концентрации, и что «мощная концентрация усиливает эффективность любого вида деятельности».
Гоулман считает, что всем без исключения обязательно нужно уметь сочувствовать другим, понимать чужие эмоции (обладать эмпатией), при этом полностью осознавать свои. Он является одним из основателей учения об эмоциональной саморегуляции. Ритм и темпы современной жизни оставляют людям слишком мало времени на усвоение, обдумывание, и реагирование, организм человека настроен на более медленный ритм, а ведь «чем меньше мы осознаем, что именно составляет предмет нашего страстного увлечения, тем больше мы недополучаем в жизни», — утверждает он.
Автор получил множество наград за свои исследования, в том числе награду за достижения в сфере журналистики от Американской психологической ассоциации. Он был избран членом Американской ассоциации содействия развитию науки в знак признания его деятельности в сфере популяризации науки. Дэниел Гоулман дважды номинировался на Пулитцеровскую премию. Гоулман является соучредителем организации Collaborative for Academic, Social и Emotional Learning (www.casel.org), первоначально работавшей при Йельском университете, а сейчас - в университете Иллинойс (Чикаго). Миссия CASEL заключается в предоставлении школ по всему миру основанных на фактических данных программ эмоциональной грамотности.

## Структура эмоциональной компетентности по Гоулману
- Личная компетентность (Эти компетенции определяют, насколько мы умеем справляться с собой):
  - Самоосознание (Знание своих внутренних состояний, предпочтений, возможностей)
  - Саморегуляция (Умение справляться со своими внутренними состояниями и побуждениями)
  - Мотивация (Эмоциональные склонности, которые направляют или облегчают достижение целей)
- Социальная компетентность (Эти компетенции определяют, насколько хорошо мы умеем регулировать отношения):
  - Эмпатия (Осознание чувств, потребностей и забот других людей)
  - Социальные навыки (Искусство вызывать у других желательную для вас реакцию)